# Country Music Association

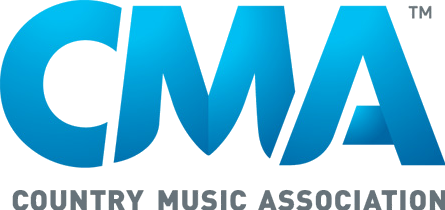

La Country Music Association (indicata anche come CMA) è un'associazione musicale statunitense fondata nel 1958 con lo scopo di sostenere e promuovere lo sviluppo della musica country.
Dal 1967 la CMA organizza i Country Music Association Awards, cerimonia di consegna dei premi musicali della musica country tradizionalmente organizzata a Nashville.